# Wohn- und Wirtschaftsgebäude Moorweg 10
Das Wohn- und Wirtschaftsgebäude Moorweg 10 in der niedersächsischen Samtgemeinde Land Hadeln, Gemeinde Wanna, im Landkreis Cuxhaven, stammt vom Ende des 19. Jahrhunderts. Aktuell (2024) wird es wohl als Wohnhaus genutzt.
Das Gebäude steht unter Denkmalschutz (siehe auch Liste der Baudenkmale in Wanna).

## Geschichte und Beschreibung
Wanna wurde urkundlich 1139 erstmals erwähnt. 1590 wurde das Wiesen- und Moorland als Allmende im Osten der Gemeinde zwischen den bereits bestehenden Höfen aufgeteilt. In diese Zeit dürfte die Anlage der Moorwettern (künstlich angelegte gerade Vorfluter, um das Marschland zu entwässern) fallen.
Das eingeschossige giebelständige Zweiständer-Hallenhaus, zunächst in Fachwerk mit Steinausfachungen und mit Satteldach, stammt von 1892 (Inschrift). Das Fachwerk wurde aber überwiegend durch Backsteinmauerwerk ersetzt. Der Wirtschaftsgiebel erhielt dabei Rundbogenfenster, ein Tor mit Rundbogen, Schmuckfriese und Backsteinverzierungen sowie eine regionaltypische, aber horizontale Verbretterung im oberen Giebeldreieck. Der Wohngiebel erhielt Öffnungen mit Segmentbögen.
Das Landesdenkmalamt befand u. a.: „… geschichtliche und städtebauliche Bedeutung …“